# Josh Frydenberg

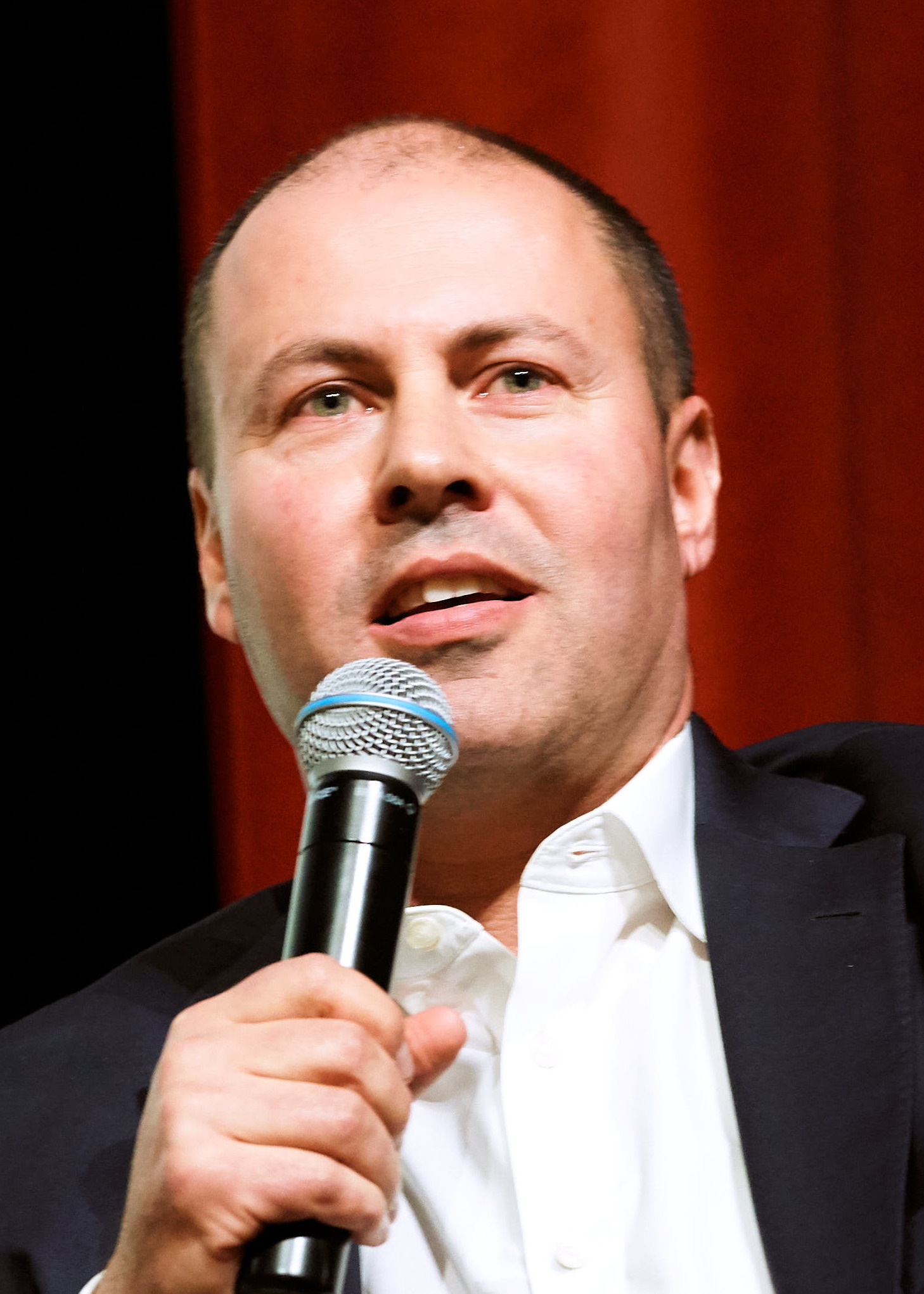
Josh Frydenberg 2019

Josh Frydenberg (* 17. Juli 1971 in Melbourne) ist ein australischer Politiker der Liberalen Partei Australiens. Er ist Mitglied des Australischen Parlaments.

## Leben und Karriere
Frydenberg wuchs in einer jüdischen Familie in Kew auf.
Frydenberg besuchte das Bialik College in Hawthorn und danach beendete er die Sekundarschule am Mt Scopus College in Burwood.
Nach der Schule verschob Frydenberg den Beginn seines Studiums um ein Jahr, um Vollzeit-Tennis zu spielen. Während dieser Zeit trainierte er an einer Tennisakademie in Queensland und nahm an Satellitenturnieren in ganz Australien sowie an anderen Turnieren in der Schweiz und Deutschland teil. Zurück in Australien begann Frydenberg sein Tertiärstudium an der Monash University, wo er Rechts- und Wirtschaftswissenschaften studierte und mit Auszeichnung abschloss. Während seiner Zeit an der Monash University war Frydenberg ein aktives Mitglied der Studentenschaft und wurde in den Vorsitz der Law Students Society gewählt. Er wurde auch ausgewählt, Australien im Tennis bei den World University Games 1991 in Sheffield, England und 1993 erneut in Buffalo, USA, zu vertreten. Er war sowohl ehrenamtlicher Leser des Radiosenders 3RPH (Radio for the Print Handicapped) als auch ehrenamtlicher Trainer der Kids Tennis Foundation, wo er jungen Menschen mit einer geistigen Behinderung Tennisunterricht gab. Im Jahr 2003 nahm Frydenberg das Angebot des Vorsitzenden der Kids Tennis Foundation, Paul McNamee, in den Vorstand zu wechseln an und ist seitdem Mitglied. Nach seinem Abschluss absolvierte Frydenberg sein Referendariat in der Anwaltskanzlei Mallesons Stephen Jaques. Ihm wurde sowohl ein Fulbright-Programm für die Vereinigten Staaten als auch ein Stipendium für die Oxford University von der Commonwealth Scholarship Commission in Großbritannien angeboten. Er nahm das Commonwealth-Stipendium an der Oxford University an, wo er einen Master of Philosophy in Internationalen Beziehungen absolvierte. Als Mitglied des Oxford-Tennisteams, mit dem er nach Hongkong und Marokko tourte, erhielt er zweimal einen Full Blue.
Nach Oxford kehrte Frydenberg nach Mallesons zurück und wurde anschließend als Rechtsanwalt und als Anwalt des Obersten Gerichtshofs von Victoria zugelassen. Von 1999 bis 2004 arbeitete Frydenberg als Ministerialberater in Canberra. Er arbeitete danach als Assistenzberater für den damaligen Generalstaatsanwalt Daryl Williams, als Berater und später als Senior Adviser für den Außenminister Alexander Downer und schließlich als Senior Adviser für den ehemaligen Premierminister John Howard. Nachdem er Canberra verlassen hatte, verbrachte Frydenberg einen Monat als Jackaroo auf einer Schaffarm in Südaustralien, bevor er im Januar 2005 als Director of Global Banking zur Deutschen Bank kam. Später in diesem Jahr nahm Frydenberg Urlaub, um einen Master of Public Administration (MPA) an der Kennedy School of Government der Harvard University zu absolvieren, bevor er 2006 zur Deutschen Bank in Melbourne zurückkehrte.
Während seiner ersten Wahlperiode im Parlament wurde Frydenberg zum Mitglied des Gemeinsamen Ausschusses für öffentliche Finanzen und Audit und des Gemeinsamen Auserwählten Ausschusses für die Reform des Glücksspiels ernannt. Er war stellvertretender Vorsitzender der Productivity Priorities Working Group der Koalition und Mitglied eines von Tony Abbott eingesetzten Ausschusses, der ihn bei der Neugründung der Australian Building and Construction Commission (ABCC) beraten sollte. Im September 2013 ernannte Premierminister Tony Abbott Frydenberg zum Parlamentarischen Sekretär des Premierministers, der insbesondere für die Umsetzung der Deregulierungsagenda der Koalition verantwortlich ist. Im Dezember 2014 wurde Frydenberg als stellvertretender Treasurer of Australia in das Ministerium berufen. Im September 2015 ernannte Premierminister Malcolm Turnbull ihn zum Minister für Ressourcen, Energie und Nordaustralien und im Juli 2016  zum Minister für Umwelt und Energie. Über ihn wurden Meinungsartikeln für Publikationen wie The Age, The Herald Sun, The Australian und The Australian Financial Review geschrieben.

## Privates
Neben der Politik blieb Frydenberg ein begeisterter Tennisspieler und hat ein Interesse an der Fotografie entwickelt, nachdem er 2008 seine erste Ausstellung in einer Galerie in Richmond gezeigt hat. Mit seiner Frau Amy, die er 2010 geheiratet hat, lebt Frydenberg in Hawthorn.